# Elizabeth Balogun
Elizabeth Balogun (Lagos, 9 settembre 2000) è una cestista nigeriana.

## Carriera
Con la Nigeria ha disputato i Giochi olimpici di Tokyo 2020.